# Алтухов, Андрей Степанович
Андрей Степанович Алтухов (1912—1993) — строитель, Герой Социалистического Труда (1971).

## Биография

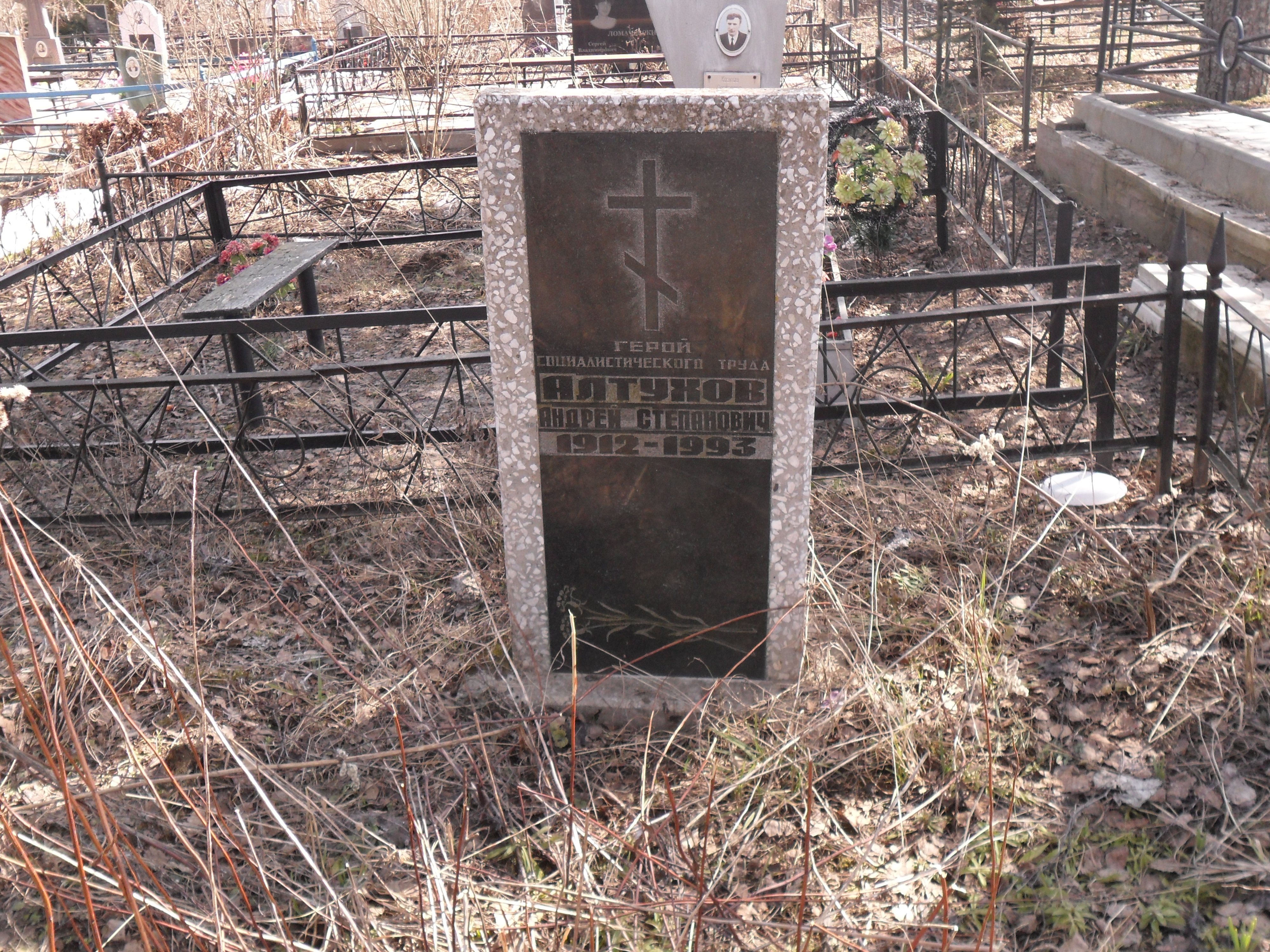
Могила Алтухова на Новом кладбище Смоленска.

Андрей Алтухов родился 1 сентября 1912 года в селе Новогольское (ныне — в Грибановском районе Воронежской области). Рос в бедной крестьянской семье, поздно обучился грамоте. С 1925 года проживал в Баку, работал на нефтяных промыслах. Экстерном окончил семилетнюю школу, затем заочно Азербайджанский нефтяной техникум. В 1931—1934 годах работал инспектором Бакинского управления «Органнефти», в 1934—1935 годах — десятником треста «Азнефтеразведка», в 1935—1936 годах — прорабом управления Жилстроя.
В 1941 году окончил Азербайджанский индустриальный институт по специальности инженера-строителя, после чего работал старшим прорабом Красноводского строительного треста № 8 в Туркменской ССР. С 1945 по 1976 годы работал в различных строительных организациях Туркменской и Узбекской ССР, Чечено-Ингушской АССР.
Указом Президиума Верховного Совета СССР от 7 мая 1971 года Андрей Алтухов был удостоен высокого звания Героя Социалистического Труда с вручением ордена Ленина и медали «Серп и Молот».
С 1976 года проживал в Смоленске, работал в Смоленском территориальном управлении строительства. С 1984 года — на пенсии. Скончался 6 сентября 1993 года, похоронен на Новом кладбище Смоленска.
Почётный строитель Узбекской ССР. Был также награждён двумя орденами Трудового Красного Знамени, орденом «Знак Почёта», рядом медалей.